# MEGA Alma-Ata
MEGA Alma-Ata (Ме́га Алма́-Ата́) — крупный торгово-развлекательный центр в Алма-Ате казахстанской сети МЕГА. На момент открытия в 2006 году являлся крупнейшим ТРЦ в Центральной Азии. 

## История
В проект MEGA Alma-Ata было вложено 70 млн долларов США, а его реализация заняла 2,5 года. ТРЦ открылся 25 октября 2006 года по адресу улица Розыбакиева, 247а, став самым крупным торгово-развлекательным комплексом в Центральной Азии на тот момент. В ходе церемонии открытия MEGA Alma-Ata 2 был установлен мировой рекорд по приготовлению и поеданию бауырсаков: десять поваров приготовили 667 кг бауырсаков, которые были полностью съедены посетителями за два часа. Рекорд был зафиксирован судьёй Книги рекордов Гиннесса в категории «Самое большое количество приготовленных и съеденных пончиков (баурсаков)».
В день шестилетия торгового центра в Алма-Аты его посетили 57 000 человек.
Осенью 2013 года MEGA Alma-Ata был значительно расширен, дополнительное пространство получило название MEGA Alma-Ata 2. Площадь Mega Alma-Ata 2 составило 75 793 м², а коммерческая площадь 35 298 м². В нём расположилось 120 бутиков, 15 различных кафе и ресторанов, подземный паркинг на 1000 мест площадью 21 243 м².
В 2014 году торговый центр MEGA в Алма-Ате получил сертификат Международного стандарта экологического строительства BREEAM In-Use International с рейтингом VERY GOOD.
1 ноября 2014 года состоялось открытие второй очереди ТРЦ MEGA Alma-Ata, построенной по проекту английской архитектурной компании Chapman Taylor. После открытия общая площадь ТРЦ составила 164 482 м².

## Характеристики
Общая площадь центра составляет 175 300 м², а коммерческая площадь равна 80 470 м². В торговом центре расположен гипермаркет площадью 6100 м², гипермаркет бытовой техники (1800 м²), гипермаркет детских товаров (2500 м²), ресторанный дворик на 700 мест, 20 кафе и ресторанов, 15-зальный кинотеатр-мультиплекс, общая площадь 8,5 тыс. м², скалодром высотой 16 м, ледовый каток площадью 638 м². Количество бутиков в центре достигает 120. Предусмотрен подземный паркинг на 1100 мест площадью 13 500 м².